# 5-metiltetraidropteroiltriglutammato-omocisteina S-metiltransferasi
La 5-metiltetraidropteroiltriglutammato-omocisteina S-metiltransferasi è un enzima appartenente alla classe delle transferasi, che catalizza la seguente reazione:
5-metiltetraidropteroiltri-L-glutammato + L-omocisteina ⇄ tetraidropteroiltri-L-glutammato + L-metionina
Richiede fosfato e contiene zinco. L'enzima di Escherichia coli richiede anche un sistema riducente. Diversamente dalla metionina sintasi numero EC 2.1.1.13, questo enzima non contiene cobalamina.